# New in Town
New in Town è un brano musicale di genere elettropop composto da Victoria Hesketh e Greg Kurstin ed interpretato dalla cantante britannica Little Boots, pubblicato il 25 maggio 2009 come singolo di anticipazione dell'album di debutto Hands.
La canzone è stata selezionata da MTV come una delle Summer Songs ed è uno dei brani contenuti nella colonna sonora del film Jennifer's Body.

## Video
Il video musicale è stato diretto da Jake Nava nell'aprile 2009. È stato filmato interamente a Los Angeles e si svolge in un sobborgo della città che Little Boots percorre imbattedonsi in coppie di fidanzati.

## Tracce
UK CD single

(679L166CD; Pubblicato il 25 maggio 2009)
1. New in Town – 3:11

UK 7" single

(679L166; Pubblicato il 25 maggio 2009)
1. New in Town – 3:11
2. New in Town (No One Is Safe – Alex Kapranos Remix) – 5:29

UK 12" single

(679L166T; Pubblicato il 25 maggio 2009)
1. New in Town (Drop the Lime Dub) – 3:01
2. New in Town (A1 Bassline Remix) – 5:25
3. New in Town (The Golden Filter Remix) – 6:30
4. New in Town (Den Haan Remix) – 5:14

UK digital download

(Pubblicato il 24 maggio 2009)
1. New in Town (Bimbo Jones Remix) – 5:49
2. New in Town (Fred Falke Remix) – 7:31
3. New in Town (The Death Set Remix)
4. New in Town (No One Is Safe – Alex Kapranos Remix) – 5:29

Official remixes
- New in Town (Fred Falke Instrumental) – 7:27[1]
- New in Town (Bimbo Jones Edit) – 3:01[1]
- New in Town (Semothy & Sheldrake Instrumental) – 4:06[2]

## Classifiche
| Classifica (2009)      | Posizione più alta |
| ---------------------- | ------------------ |
| Australia (Club Chart) | 35                 |
| Belgio (Fiandre)       | 62                 |
| Irlanda                | 16                 |
| Giappone               | 39                 |
| Nuova Zelanda          | 29                 |
| Regno Unito            | 13                 |